# Oliviero Toscani
Oliviero Toscani, född 28 februari 1942 i Milano, Lombardiet, död 13 januari 2025 i Cecina, Toscana, var en italiensk fotograf, känd för provokativa bilder som använts i italienska modekedjan Benettons annonskampanjer.

## På svenska
- Reklamen: det flinande liket (La pub est une charogne qui nous sourit) (översättning Gunnar Gällmo, Replik, 1996)
- Wikimedia Commons har media som rör Oliviero Toscani.